# Évaluation formative
Pour un article plus général, voir Évaluation.
Le concept d'évaluation formative est utilisé en pédagogie et en évaluation des politiques publiques. Une évaluation est formative lorsqu'elle vise à améliorer la formation de l'apprenant ou le développement du projet.

## Histoire des concepts d'évaluation formative et sommative
Les concepts d'évaluation formative et sommative ont été apportés par Michael Scriven en 1967, dans le contexte de l'évaluation de programmes éducatifs (curriculum evaluation). Selon Scriven, une évaluation formative devait permettre à un établissement scolaire d'estimer la capacité de ses programmes scolaires à atteindre leurs objectifs, de façon à guider les choix de l'école pour les améliorer progressivement, au contraire d'une évaluation sommative qui cherche à poser un jugement final sur les programmes : « marchent-ils » ou pas ? Et en conséquence, faut-il les maintenir, les étendre ou les abandonner ? Pour Scriven, toutes les techniques d'évaluation peuvent être sommatives, mais seules certaines sont formatives.
Benjamin Bloom reprend dans les années suivantes cette distinction pour l'appliquer au processus d'apprentissage, notamment dans son ouvrage Handbook on formative and summative evaluation of student learning.
Cette distinction a connu un large succès dans deux domaines d'évaluation : en pédagogie et dans l'évaluation des politiques publiques.

## En pédagogie
En pédagogie, l'évaluation formative est une évaluation qui a pour fonction d'améliorer l'apprentissage en cours en détectant les difficultés de l'apprenant (diagnostic) afin de lui venir en aide (remédiation), en modifiant la situation d'apprentissage ou le rythme de cette progression, pour apporter (s'il y a lieu) des améliorations ou des correctifs appropriés. L'évaluation formative a une fonction pédagogique : elle suit une logique de régulation afin de soutenir le processus d'apprentissage de l'élève ou de l'étudiant, et afin de l'aider à se rapprocher des objectifs de formation.
Les implications pour l'enseignant sont nombreuses, dans la mesure où la mise en œuvre de l'évaluation formative nécessite un changement d'attitude de la part de l'enseignant : une modification des attitudes d'évaluation, du statut de l'erreur, de l'implication de l'apprenant dans la mise en œuvre des décisions pédagogiques et des évaluations.
Selon Linda Allal, l'évaluation formative peut être :
- rétroactive, sur la base d'un contrôle ou d'une interrogation, « lorsque l'évaluation formative est réalisée à la fin d'une phase d'enseignement » ;
- interactive par une observation des comportements, des interactions orales, un regard rapide sur les productions individuelles ou en sous-groupes ;
- proactive lors d'un recueil d'indices susceptibles de guider des apprentissages ultérieurs.

### Formativeetformatrice
L'évaluation formatrice (Nunziati, 1990) est de l'auto-évaluation formative : elle implique les apprenants dans le processus d'évaluation formative, en les amenant à s'approprier les critères d'évaluation, et en les responsabilisant face aux processus de gestion des erreurs. Les travaux de l'université d'Aix-Marseille (Bonniol JJ et Nunziati G,,,) ont montré que les performances des apprenants augmentent de façon significative lorsque ces derniers se sont approprié les critères d'évaluation. L'évaluation formatrice s'inscrit dans une approche constructiviste de l'apprentissage. Elle s'apparente à un processus d'accompagnement qui rend lisible les variables en jeu dans l'apprentissage.
Ce mode d'évaluation repose sur différents outils pédagogiques :
- la mise en œuvre de critères d'évaluation par une démarche de contractualisation ou de négociation : l'apprenant peut mesurer le chemin parcouru et celui restant à parcourir. Ces critères permettent une décentration de l'apprenant en même temps qu'ils favorisent sa centration sur la tâche à réaliser ;
- le concept de l'erreur formative : l'erreur est positive, elle fait partie de l'acte d'apprendre, elle doit être analysée et traitée dans une approche différenciée ;
- les entretiens d'évaluation : ils visent à permettre à l'apprenant à prendre conscience des stratégies qu'il utilise, à porter une réflexion critique sur son activité. C'est aussi un temps de mise en confiance de l'apprenant.

L'évaluation formative, y compris l'évaluation formatrice, coupent court à tout fatalisme et permettent à l'apprenant de piloter son propre processus d'apprentissage.

## En évaluation de politiques publiques
Dans l'évaluation d'une intervention publique, et dans la suite de Michael Scriven, l'évaluation formative est une évaluation généralement menée en cours de mise en œuvre et qui vise à améliorer le fonctionnement d'un programme existant.
L'évaluation formative se définit par sa visée : elle peut prendre des formes très diverses, et porter sur l'atteinte des objectifs comme sur les conséquences non anticipées, désirables ou non, d'une intervention. Elle peut également être menée par une personne, professionnel de l'évaluation, extérieure à l'équipe chargée de la mise en œuvre, ou être un processus interne. Dans tous les cas, cependant, elle doit être l'occasion d'apprentissages par l'équipe chargée de la mise en œuvre.
Une évaluation formative suppose une grande proximité entre la personne chargée de l'évaluation et l'équipe chargée de la mise en œuvre, et donc une perte de l'indépendance de l'évaluateur : il est ainsi difficile pour Scriven d'envisager que la même personne chargée de l'évaluation formative puisse établir un jugement final sur l'intervention.